# Reineri Andreu
Reineri Andreu Ortega (ur. 1 kwietnia 1998) – kubański zapaśnik walczący w stylu wolnym. 

## Kariera sportowa
Zajął piąte miejsce na mistrzostwach świata w 2018 i 2022. Trzeci na igrzyskach panamerykańskich w 2019. Złoty medalista mistrzostw panamerykańskich w 2018 i 2020; brązowy w 2017 i 2019. Mistrz igrzysk Ameryki Środkowej i Karaibów w 2018. Czwarty w Pucharze Świata w 2018 i piąty w 2019. 
Pierwszy na MŚ U-23 w 2017 i 2019. Trzeci na mistrzostwach panamerykańskich juniorów w 2015 roku.